# یواس‌اس میزوری (۱۸۴۱)
یواس‌اس میزوری (۱۸۴۱) (به انگلیسی: USS Missouri (1841)) یک کشتی چرخ‌پره‌ای متعلق به نیروی دریایی ایالات متحده بود که طول آن ۲۲۹ فوت (۷۰ متر) بود. این کشتی در سال ۱۸۴۱ ساخته شد و به نام ایالت میزوری نامگذاری شد.
در اوت ۱۸۴۳، کشتی یواس‌اس میزوری در تنگهٔ جبل‌الطارق دچار آتش‌سوزی شد و حدود ۲۰۰ نفر از ملوانان آن توسط کشتی اچ‌ام‌اس مالابار، متعلق به نیروی دریایی سلطنتی از آب نجات یافتند. 